# José Carlos Garcia Leal
José Carlos Garcia Leal (sinh ngày 15 tháng 7 năm 1980) là một cầu thủ bóng đá người Brasil.

## Sự nghiệp câu lạc bộ
José Carlos Garcia Leal đã từng chơi cho Cerezo Osaka.

## Thống kê câu lạc bộ

### J.League
| Đội          | Năm       | J.League | J.League | J.League Cup | J.League Cup | Tổng cộng | Tổng cộng |
| Đội          | Năm       | Trận     | Bàn      | Trận         | Bàn          | Trận      | Bàn       |
| ------------ | --------- | -------- | -------- | ------------ | ------------ | --------- | --------- |
| Cerezo Osaka | 2005      | 29       | 6        | 6            | 2            | 35        | 8         |
| Cerezo Osaka | 2006      | 24       | 5        | 5            | 2            | 29        | 7         |
| Cerezo Osaka | 2007      | 35       | 5        | -            | -            | 35        | 5         |
| Tổng cộng    | Tổng cộng | 88       | 16       | 11           | 4            | 99        | 20        |